# 怡贤亲王墓
怡贤亲王墓是位于中国河北省涞水县东营房的清朝墓葬，现为全国重点文物保护单位，墓主為康熙帝第十三子胤祥（怡賢親王）。此前，怡贤亲王墓于1982年7月23日入选河北省文物保护单位。现只有碑、桥、牌楼、华表等幸存下来，古墓已无存。碑身用满汉两种文字镌刻“忠敬诚直勤慎廉明和硕怡贤亲王神道碑”。“怡親王園寢。在淶水縣水東村。現在興工修造。著設立守備一員。千總一員。把總二員。兵丁五十名。永遠守護。俱隸太平峪副將管轄”。　